# 落胤
落胤（らくいん）とは、父親に認知されない庶子、私生児のこと。歴史上では高貴な人物の出自でそれが話題になることが多い。落とし胤（だね）、落とし子とも。正式な血統の一族とはみなされないので、正当な系図には記載されていないことが多い。
このような子は一般民衆に混じって生活している。当時の実力者によって、正当な血統を継承する者とされて権力に利用されることがあるが、歴史の表舞台に出てくる人物の多くがそのような確証に乏しく、研究上疑問視されている例が多数みられる。

## 歴史上に登場した落胤といわれている人物
| 落胤説のある人物        | 人物概要                       | 一般的に父親とされている人物 | 一説に父親とされる人物 | 備考 |
| ----------------------- | ------------------------------ | ---------------------------- | ---------------------- | --- |
| 秦河勝                  | 古墳時代・飛鳥時代の官人       | 秦丹照または秦国勝           | 安閑天皇               | |
| 藤原不比等              | 飛鳥時代・奈良時代の公卿       | 藤原鎌足                     | 天智天皇               | |
| 道鏡                    | 奈良時代の僧                   | 物部櫛麻呂                   | 志貴皇子               | |
| 大江音人                | 平安時代初期の貴族・学者       | 大枝本主                     | 阿保親王               | |
| 高階師尚                | 平安時代前期の貴族             | 高階茂範                     | 在原業平               | |
| 空也                    | 平安時代中期の僧               |                              | 醍醐天皇               | |
| 藤原頼成                | 平安時代の貴族                 |                              | 具平親王               | 具平親王と雑仕女の大顔との間の子で、大顔の死後に親王家の家司の藤原為頼の息子の伊祐（紫式部の従兄弟）の養子として育てられた。遍照寺に月見に出かけた際に大顔が頓死した出来事は『源氏物語』の光源氏と夕顔のエピソードのモデルと言われている。 |
| 高階為行                | 平安時代の貴族                 |                              | 後冷泉天皇             | 後冷泉天皇と増守女の子であり、天皇の乳母子の高階為家の養子として育つ。 |
| 藤原有佐                | 平安時代の貴族                 |                              | 後三条天皇             | 後三条天皇と掌侍の平親子との間の子であり、禎子内親王の乳母子の藤原顕綱の養子として育つ。『今鏡』によると後三条天皇に似ていたという。 |
| 平清盛                  | 平安時代末期の武将             | 平忠盛                       | 白河法皇               | 『平家物語』では白河法皇と祇園女御の子とされているが、清盛存命時の公卿の日記などにはそのような描写は見られず、信憑性は疑問。 |
| 崇徳天皇                | 第75代天皇                     | 鳥羽天皇                     | 白河法皇               | 白河法皇と藤原璋子（待賢門院）の子であり、表向きは父親である鳥羽天皇からは「叔父子」と呼ばれていたという説がある。 |
| 八田知家                | 平安時代末期の武将             | 八田宗綱                     | 源義朝                 | 朝家と名乗った説があるが、真偽のほどは不明である。 |
| 島津忠久                | 島津氏の祖                     | 惟宗忠康                     | 源頼朝                 | |
| 宗重尚                  | 宗氏の祖                       | 惟宗氏                       | 平知宗                 | |
| 大友能直                | 大友氏の祖                     | 近藤能成                     | 源頼朝                 | |
| 結城朝光                | 結城氏の祖                     | 小山政光                     | 源頼朝                 | |
| 足利直冬                | 南北朝時代の武将               |                              | 足利尊氏               | 尊氏に実子と認知されず、足利直義の養子となった。 |
| 岩松満純                | 室町時代中期の武将             |                              | 新田義宗               | |
| 足利義尚                | 室町幕府第9代将軍              | 足利義政                     | 後土御門天皇           | 応仁の乱当時、天皇は将軍御所へ避難するために同居しており、足利義政と不仲だった日野富子との関係が噂されたことによる。 |
| 一休宗純                | 室町時代後期の僧               |                              | 後小松天皇             | 酬恩庵内にある墓所は宮内庁が後小松天皇落胤説に基づき陵墓(宗純王廟)として管理しているため、門内への一般の立ち入り・参拝は不可である。 |
| 小田政治                | 室町時代後期の武将             |                              | 足利政知               | 別名政氏と伝わる。 |
| 浅井重政                | 浅井氏の祖                     |                              | 正親町三条公綱         | |
| 細川藤孝                | 戦国時代の武将                 | 三淵晴員                     | 足利義晴               | |
| 二宮就辰                | 戦国時代の武将                 | 二宮春久                     | 毛利元就               | |
| 井上就勝                | 戦国時代の武将                 | 井上元有                     | 毛利元就               | 元就の妾が井上元有に嫁ぎ、程無くして生まれたのが就勝であったとされる。 |
| 斎藤義龍                | 戦国時代の武将                 | 斎藤道三                     | 土岐頼芸               | 信憑性は乏しく、江戸時代以降の創作ともされる。当時においても義龍の父親は道三だと認めている書状（六角義賢が永禄3年（1560年）、家臣に宛てた書状『六角承禎条書』）が存在する。                                                                |
| 大谷吉継                | 戦国時代の武将                 | 大谷吉房                     | 豊臣秀吉               | 秀吉と側室東殿との子とされる。 |
| 東嶽                    | 江戸時代前期の僧               |                              | 北畠具教               | |
| 淀殿                    | 戦国時代の女性                 | 浅井長政                     | 織田信長               | |
| 豊臣秀頼                | 江戸時代前期の大名             | 豊臣秀吉                     | 大野治長               | |
| 松花堂昭乗              | 江戸時代前期の僧               |                              | 豊臣秀次               | |
| 求厭                    | 江戸時代前期の僧               |                              | 豊臣秀頼               | 秀頼の第二子であると、本人が臨終の際に告白したとされる。 |
| 天草四郎                | 江戸時代のキリシタン           | 益田好次                     | 豊臣秀頼               | |
| 鈴木一蔵                | 戦国時代の人物                 |                              | 徳川家康               | |
| 永見貞愛                | 安土桃山時代から江戸時代の人物 |                              | 徳川家康               | 結城秀康の双子の兄弟との説がある。 |
| 土井利勝                | 江戸時代の大名、老中・大老     | 水野信元                     | 徳川家康               | |
| 松平康重                | 江戸時代の大名                 | 松平康親                     | 徳川家康               | |
| 井伊直孝                | 江戸時代の大名                 | 井伊直政                     | 徳川家康               | |
| 松平民部                | 江戸時代の武将                 |                              | 徳川家康               | |
| 小笠原権之丞            | 江戸時代の武将                 |                              | 徳川家康               | |
| 2代目後藤庄三郎（広世） | 江戸時代の御金改役             | 初代後藤庄三郎               | 徳川家康               | |
| 保科正之                | 江戸時代の大名、会津藩初代藩主 |                              | 徳川秀忠               | 後に認知され松平姓を名乗ることを許された（実際に改めたのは3代目正容から）。 |
| 大姫                    | 江戸時代の女性                 | 徳川頼房                     | 徳川家光               | |
| 柳沢吉里                | 江戸時代の大名                 | 柳沢吉保                     | 徳川綱吉               | |
| 天一坊改行              | 江戸時代の人物                 |                              | 徳川吉宗               | 吉宗の落胤であると称したが、吉宗の命によって獄門にされた。 |
| 藤堂平助                | 幕末の新選組隊士               | 藤堂秉之丞                   | 藤堂高猷               | |
| 松崎万長                | 明治の建築家                   | 堤哲長                       | 孝明天皇               | 遺詔により特に一家を立てて堂上に列した。 |

## 現代
- 円照寺の尼門跡・山本静山（じょうざん）は、大正天皇の女児（やすこ）とされ[33]、大正天皇第四皇子・三笠宮崇仁親王誕生の翌月に生まれたとされる。三島由紀夫『豊饒の海』に登場する奈良・帯解の月修寺門跡・俗名綾倉聡子のモデルと言われる[33]。なお、三笠宮、宮内庁、山本静山の全員が落胤説を否定している[34]。
- 「皇室の落胤」と自称し、金銭を騙し取る詐欺事件が時に発生する（有栖川宮詐欺事件など）。
- 明治天皇の落胤を自称した者に堀川辰吉郎（中丸薫の父）、園部義文、竹綱貞男などがいる[35][36]。